# Herb powiatu rybnickiego
Herb powiatu rybnickiego – jeden z symboli powiatu rybnickiego, ustanowiony 3 marca 2005.

## Wygląd i symbolika
Herb przedstawia na tarczy koloru błękitnego dwa złote połączone skrzydła orła. Nawiązują one do wizerunku orła górnośląskiego. 